# バイ (パラオの建築物)

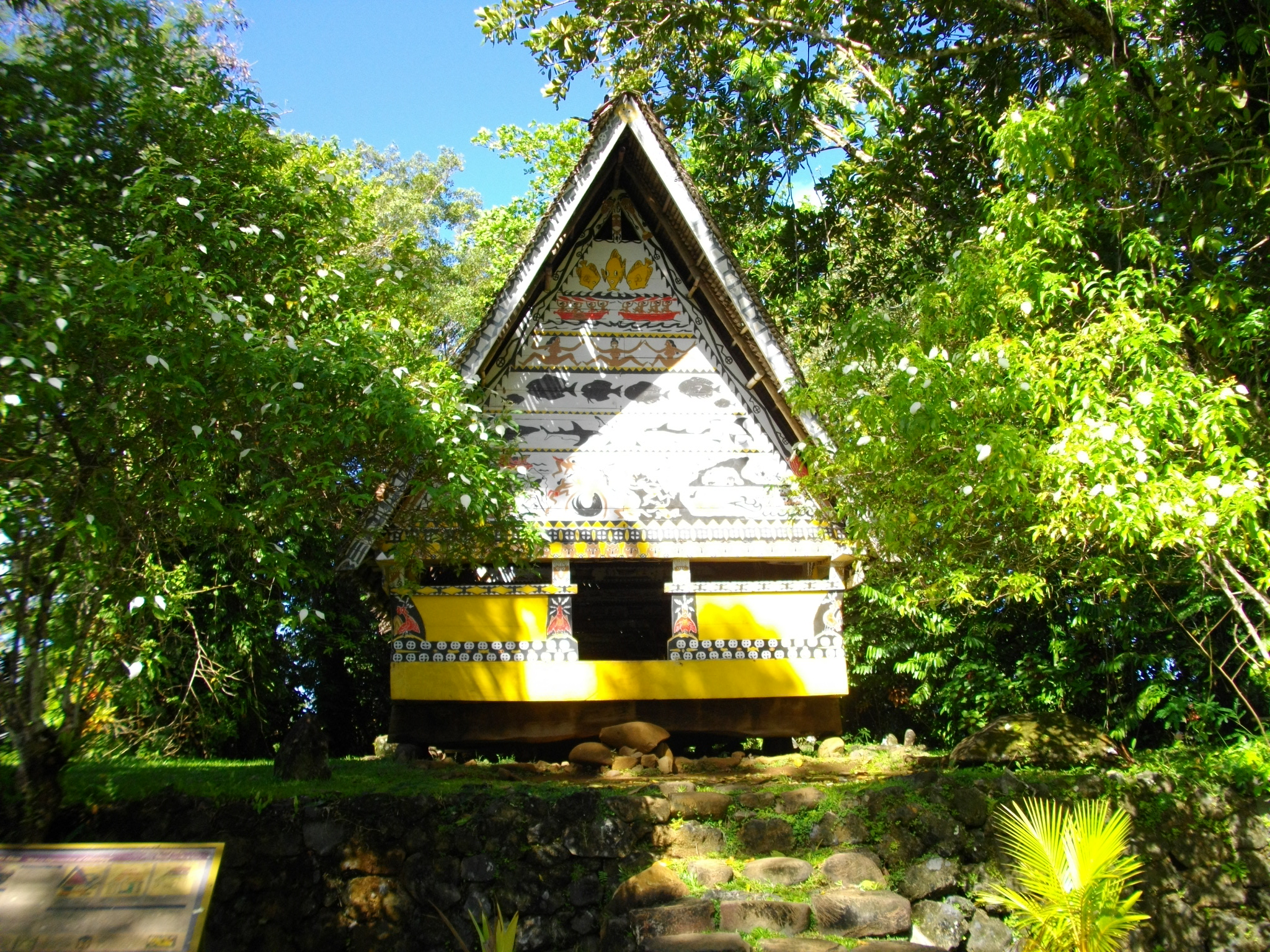
ベラウ国立博物館のバイ

バイ（Bai）とは、パラオの伝統的建築物。「アバイ」ともいう。

## 概要
釘やネジを用いない建築物で、二等辺三角形の草葺屋根が特徴的である。正面の三角形の壁面（日本建築でいうところの破風）には、パラオに代々伝わる物語が彫刻や絵で描かれている。このバイの彫刻技法を後世に残すべく考案されたのが、現在パラオの民芸品として知られているストーリーボードである。
2種類のバイがあり、「酋長用のバイ」と「集会用のバイ」がある。酋長用のバイは女人禁制で、酋長クラスの身分の高い男性専用の施設である。集会用のバイでは、年長者が年少者に生活の様々な知恵を授ける一種の学校のような役割を果たしていた。
かつてはパラオのあらゆる集落に存在していたが、19世紀後半より徐々に減り始め、太平洋戦争の戦火で大幅に激減した。最近ではパラオ文化の再評価に伴い、徐々に復興されつつある。現存する最古のバイはアイライ州にあるバイで1890年頃に建てられた。
ベラウ国立博物館の敷地には、伝統的技法を再現して建てられた観光客向けのバイが存在する。

## バイの建設過程
1969年に建設されたベラウ国立博物館のバイの建設風景である。

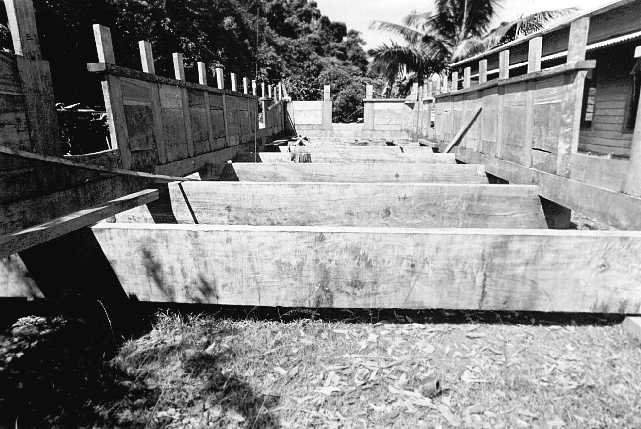
1
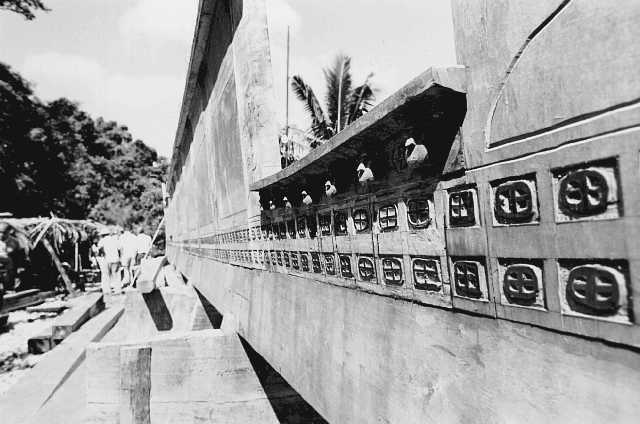
2
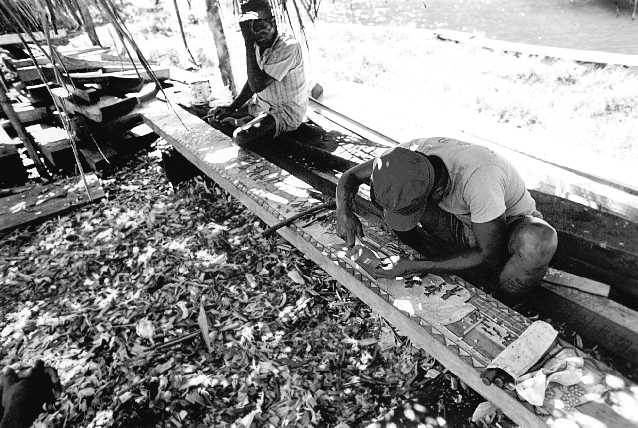
3
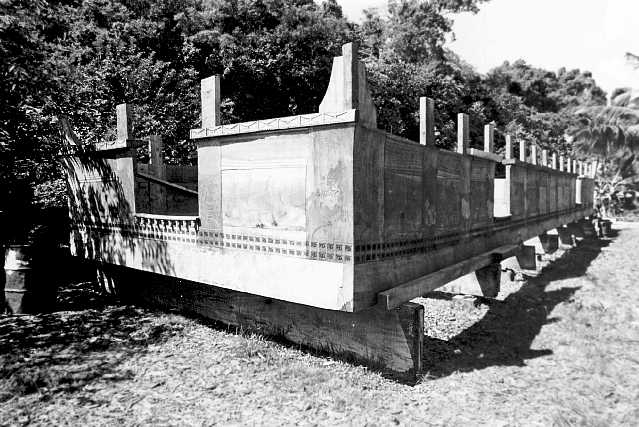
4
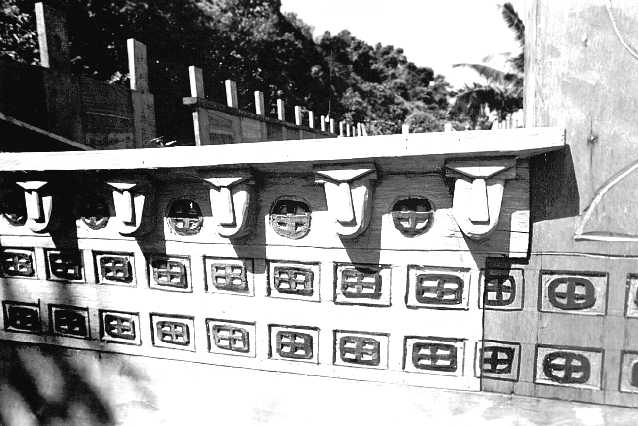
5
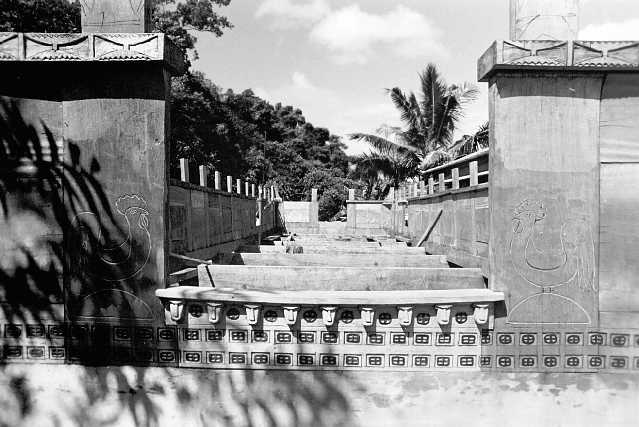
6
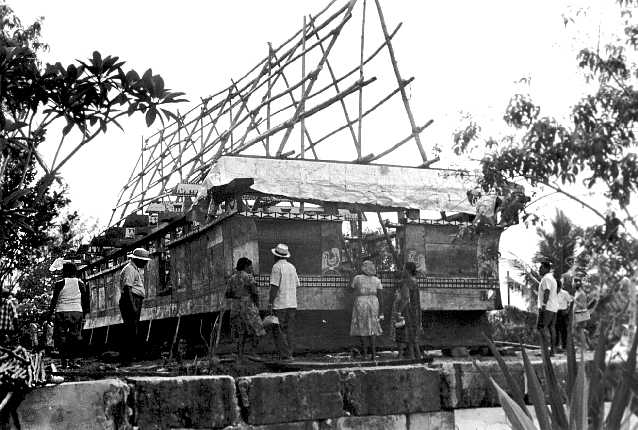
7
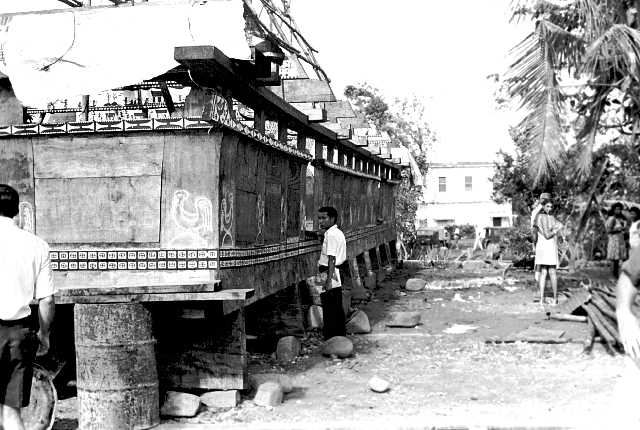
8
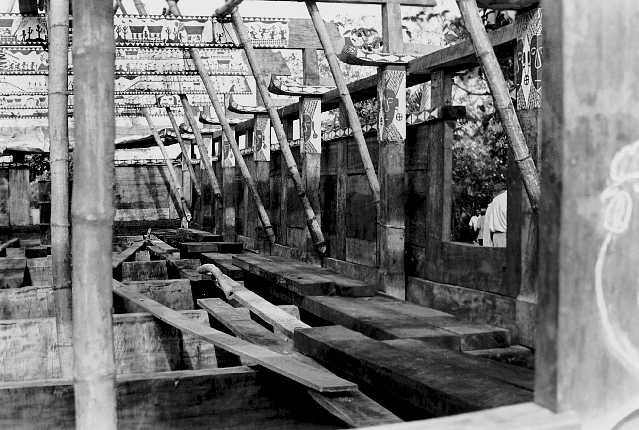
9